# Stanley Bruce
Pour les articles homonymes, voir Bruce.
Stanley Melbourne Bruce (15 avril 1883 - 25 août 1967) est un homme d'État. Il est le 8e Premier ministre d'Australie de 1923 à 1929. Il mène d'importantes réformes pour développer le pays mais sa gestion controversée des relations industrielles provoqua la chute de son gouvernement et une sévère défaite électorale pour son parti. Il se tourna alors vers une carrière internationale en tant que haut-commissaire au Royaume-Uni et représentant de l'Australie à la Société des Nations. Après la Seconde Guerre mondiale, il présida le conseil de l'organisation des Nations unies pour l'alimentation et l'agriculture.
Né dans une famille aisée de Melbourne, Bruce étudia à l'université de Cambridge et reprit par la suite l'entreprise de commerce international de son défunt père. Lors de la Première Guerre mondiale, il participa à la bataille des Dardanelles et fut blessé à deux reprises. À son retour en Australie en 1917, il devint le porte-parole des campagnes de recrutement du gouvernement. Il fut remarqué par le parti nationaliste et le premier ministre Billy Hughes qui le poussa à se lancer dans une carrière politique. Il fut élu représentant de la circonscription de Flinders en 1918 avant de devenir ministre des Finances en 1921 puis premier ministre deux ans plus tard.
Durant son mandat, Bruce mena une profonde réforme de l'administration fédérale et supervisa le transfert du gouvernement à la nouvelle capitale de Canberra. Il établit un corps d'officiers fédéraux et un conseil pour la recherche scientifique préfigurant ce qui devint la police fédérale et l'organisation fédérale pour la recherche scientifique et industrielle. Son ambitieux programme d'« hommes, d'argent et de marchés » devait permettre d'accroître rapidement la population et la capacité industrielle de l'Australie grâce à d'importants investissements gouvernementaux et des relations étroites avec le Royaume-Uni et l'Empire britannique. Les résultats furent plutôt négatifs à court terme avec une forte hausse de la dette tandis que ses tentatives pour supprimer les conventions collectives fédérales irritèrent le mouvement ouvrier. L'élection de 1929 fut donc un désastre pour le parti nationaliste et Bruce fut même battu à Flinders ; il s'agissait de la première fois que le premier ministre perdait son siège et cela ne se renouvela pas avant 2007.
Même s'il réintégra le Parlement en 1931 et fut nommé ministre adjoint des Finances dans le gouvernement de Joseph Lyons, Bruce décida de se tourner vers l'international et il accepta le poste de haut-commissaire au Royaume-Uni en 1933. Il devint une figure influente dans les milieux politiques britanniques et émergea à la Société des Nations comme un défenseur infatigable de la coopération internationale sur les sujets économiques et sociaux, en particulier ceux affectant les pays en développement. Il s'intéressa notamment à la question de l'alimentation et fut l'un des principaux acteurs de la création de l'organisation des Nations unies pour l'alimentation et l'agriculture dont il devint le président du conseil de 1946 à 1951. Il fut anobli vicomte Bruce de Melbourne en 1947 et devint le premier Australien à siéger à la Chambre des lords. Il fut également le premier chancelier de l'université nationale australienne de 1952 à 1961. Bien que sa carrière diplomatique soit passée largement inaperçue en Australie, il resta un fervent défenseur des intérêts australiens, en particulier durant la Seconde Guerre mondiale, et il demanda que ses cendres soient dispersées à Canberra à sa mort en 1967.

## Jeunesse

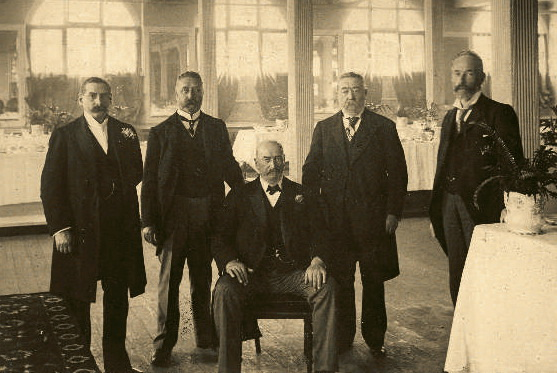
Les fondateurs de la société Paterson, Laing & Bruce en 1900 avec John Bruce assis au centre

Stanley Melbourne Bruce est né le 15 avril 1883 à St Kilda, un quartier périphérique de Melbourne ; il était le plus jeune d'une fratrie de cinq enfants formée de sa sœur Mary et de ses frères Ernest, William et Robert. Son père, John Munro Bruce, était un Scot d'Ulster en Irlande et s'était installé en Australie en 1858 à l'âge de 18 ans. Sa mère, Mary Ann Henderson, était irlandaise et avait épousé son cousin John après être arrivée en Australie en 1872 à 24 ans. John Bruce était un homme d'affaires doué avec « un flair pour l'achat et la vente » ; il forma un partenariat et établit une société de commerce international appelée Paterson, Laing & Bruce à Melbourne en 1868. Devenu riche, il participa de plus en plus à la vie politique et sociale du Victoria colonial et en tant que golfeur, il fut l'un des fondateurs du Royal Melbourne Golf Club. Il rejoignit le mouvement libéral protectionniste de l'État et fut l'un des premiers partisans du futur premier ministre Alfred Deakin. Peu après la naissance de Bruce, la famille s'installa dans l'imposant manoir Wombalano à Toorak dans les faubourgs de Melbourne. Les revenus de John permirent à ses enfants de vivre dans l'aisance mais Bruce rapporta par la suite que son père fut une figure distante et peu influente dans sa vie. Même si sa famille était presbytérienne, il fut envoyé à la grammar school anglicane de Melbourne et il s'identifia par la suite principalement comme un anglican. Il était un élève moyen mais fut très actif dans la vie sportive de l'école et devint capitaine de l'équipe de football australien.
La crise économique des années 1890 affecta fortement les affaires de la famille Bruce. John perdit une grande partie de ses économies lors de l'effondrement du marché bancaire du Victoria en 1894 et il contracta des dettes pour racheter les parts de ses partenaires en 1897. La famille affronta également plusieurs tragédies personnelles dans les années qui suivirent. Le frère de Bruce, William, se suicida en 1899 après avoir été soigné pour des troubles mentaux. Deux ans plus tard, John fit de même durant un voyage d'affaires à Paris ; il souffrait de dépression du fait de ses problèmes financiers et des difficultés de son entreprise. Sa sœur Mary succomba à une longue maladie en 1908 et sa mère mourut quatre ans plus tard. Enfin, Ernest, le frère préféré de Bruce, se suicida en 1919 en raison des blessures physiques et mentales qu'il avait reçu durant son service dans la Première Guerre mondiale.

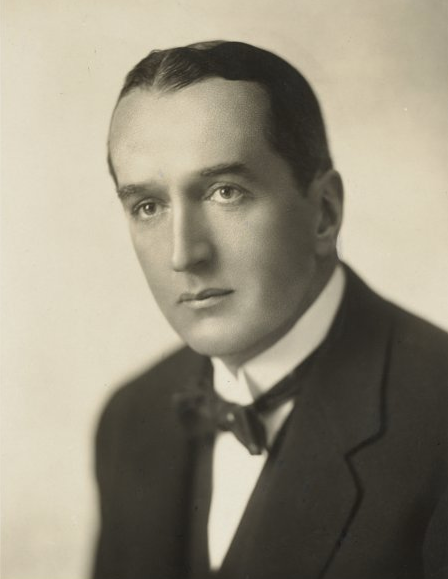
Bruce dans les années 1910

Après la mort de son père en 1901, Bruce emprunta de l'argent pour s'installer en Grande-Bretagne avec sa mère et sa sœur et il intégra le Trinity College de l'université de Cambridge en 1902. Étudiant moyen, il se distingua dans la vie sportive et fit partie de l'équipe d'aviron qui remporta la célèbre course face à l'équipe d'Oxford en 1904. L'aviron resta une de ses grandes passions et il continua à entraîner des équipages, dont plusieurs pour la régate royale de Henley, et à écrire sur le sujet toute sa vie. Ernest Bruce était resté en Australie pour diriger les affaires commerciales de la famille et en 1906, il convainquit les associés de la compagnie de laisser son frère prendre la direction de la société. Même s'il n'avait que 23 ans, il se révéla un gestionnaire efficace et les affaires reprirent rapidement avec Stanley assurant les opérations d'exportations depuis Londres et Ernest réalisant les ventes à Melbourne. À cette période, Bruce apprit le métier de solliciteur puis de barrister à Londres dans le cabinet Ashurst, Morris, Crisp & Co. Ses activités l'emmenèrent au Mexique en 1908 et en Colombie en 1912 et ces voyages développèrent son intérêt pour les questions internationales.
En 1912, Bruce retrouva en Angleterre une connaissance d'enfance, Ethel Dunlop Anderson, alors âgée de 32 ans. Elle était également d'ascendance scotto-irlandaise et appartenait à une riche famille de squatters (en) du Victoria. Elle partageait les mêmes opinions politiques que Bruce et appréciait comme lui le golf ; ils se marièrent en juillet 1913 dans une cérémonie simple,. Ils formèrent un couple très soudé mais la mort de presque tous les membres de sa famille proche en une décennie et le fait qu'ils n'eurent aucun enfant, affectèrent profondément Bruce qui « resta avec un sentiment d'insécurité et de mélancolie » jusqu'à sa mort.

## Première Guerre mondiale

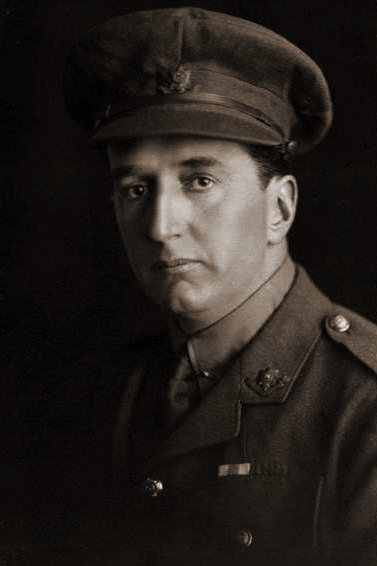
Bruce durant la Première Guerre mondiale

Bruce retourna en Australie en 1914 pour échanger ses fonctions dans la société avec son frère mais la Première Guerre mondiale éclata en août. Ses deux frères et lui décidèrent de s'enrôler mais ils préférèrent rejoindre l'armée britannique plutôt que la force impériale australienne. Il était en effet plus facile de devenir officier dans l'armée britannique d'autant plus que la famille, dont plusieurs membres avaient longtemps résidé en Grande-Bretagne, se sentait plus proche du Royaume-Uni. Bruce devint ainsi lieutenant le 7 février 1915 dans le 2e bataillon des Royal Fusiliers en Égypte qui appartenait alors à la 29e division britannique. L'unité participa aux opérations contre l'Empire ottoman aux côtés des troupes du corps d'armée australien et néo-zélandais (ANZAC) sous le commandement de Ian Hamilton. Pour soutenir l'Empire russe dans sa lutte contre les Empires centraux, le premier lord de l'Amirauté Winston Churchill développa un plan pour prendre le contrôle des Dardanelles et forcer l'Empire ottoman à négocier. Les forces navales furent néanmoins incapables de forcer le passage dans l'étroit détroit et il fut décidé de mener une série de débarquements le long des côtes sud-ouest pour prendre le contrôle de la péninsule par voie terrestre. Cela marqua le début de la sanglante bataille des Dardanelles.
Bruce débarqua avec son régiment au cap Helles au milieu de l'année 1915 et il s'illustra dans la construction des tranchées. Son bataillon subit de lourdes pertes dans les mois qui suivirent et Bruce fut lui-même touché par une balle au bras le 3 juin ; cette blessure l'empêcha de participer à l'assaut du lendemain au cours duquel de nombreux attaquants furent tués. L'unité fut redéployée dans la baie de Suvla (en) où elle participa à de violents combats en août et septembre. Bruce reçut la croix militaire britannique et la croix de guerre française pour ses actions, et fut promu capitaine le 5 août. Il reçut une balle dans le genou le 23 septembre et fut renvoyé en convalescence en Angleterre tandis que le reste de son unité fut redéployée en France après l'abandon de la campagne des Dardanelles.
Même s'il avait été décidé avant la guerre qu'Ernest resterait en Australie pour gérer les affaires de Paterson, Laing & Bruce pendant que ses frères combattaient, ce dernier décida de s'enrôler dans l'armée britannique en 1915. En septembre 1916, Bruce chercha donc à être démobilisé pour reprendre la gestion de son entreprise. Le Bureau de la Guerreg s'y opposa mais il accepta de le laisser retourner en Australie alors qu'il récupérait de ses blessures. Son statut de soldat blessé et décoré avec un talent pour les discours fit qu'il fut enrôlé comme porte-parole du gouvernement pour sa campagne de recrutement. Sa popularité dans ce rôle attira l'attention de la ligue nationaliste et du premier ministre Billy Hughes qui convainquit le gouvernement britannique de démobiliser Bruce en juin 1917.
Ayant servi avec de nombreux compatriotes, il retourna en Australie avec un sentiment nationaliste renforcé pour son pays d'origine. Il avait néanmoins été témoin des pertes catastrophiques durant la bataille des Dardanelles et de la mort de nombreux compagnons d'armes en plus de la perte d'une grande partie de sa famille ; pour ces raisons, Bruce était à 34 ans déterminé « à faire quelque chose d'une vie que la Providence avait épargné ».

## Représentant de Flinders
La popularité de Bruce en tant que porte-parole des efforts de recrutement du gouvernement attira également l'attention de l'union nationale du Victoria, un groupe influent de l'élite de Melbourne qui était l'un des principaux financiers du parti nationaliste d'Australie. Comme William Irvine avait récemment démissionné du Parlement pour devenir juge en chef de la cour suprême du Victoria, une élection partielle fut organisée le 11 mai 1918 dans sa circonscription de Flinders. Les nationalistes demandèrent à Bruce de se présenter et ce dernier affronta plusieurs candidats lors des primaires. Edward Mitchell, l'un des juristes constitutionnels les plus éminents du pays, était considéré comme le favori mais son discours fut décevant et Bruce remporta la nomination. Un accord passé avec le premier ministre par intérim, William Watt, (Hughes étant en Europe pour participer à la conférence paix de Paris) permit à Bruce de ne pas avoir à affronter un candidat du nouveau Country Party. Il remporta ainsi largement l'élection face au travailliste Gordon Holmes.
S'adressant aux délégués de Dandenong (en) dans sa nouvelle circonscription, Bruce résuma sa philosophie politique :

« Un simple soldat et homme d'affaires. Je ne suis pas un politicien et je n'ai aucun désir d'en être un. Durant ma carrière commerciale, il a été mon destin d'avoir de nombreuses expériences avec les politiciens et leurs manières. Ce que j'ai vu durant cette période m'a donné peu de respect pour les professionnels de la politique et leurs méthodes. Je souhaite voir ce pays gouverné par le sens commun et de solides principes économiques et je pense que ce désir qui est le mien est partagé avec enthousiasme par l'écrasante majorité de la population. »

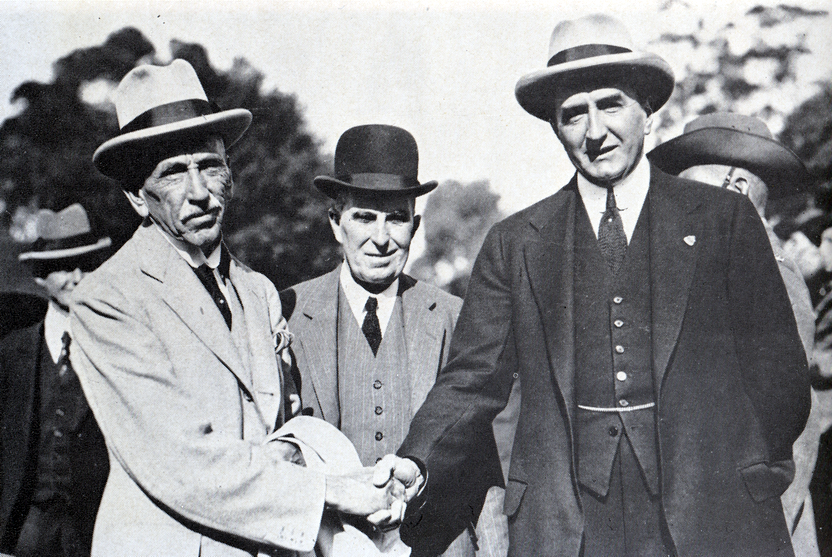
Billy Hughes et Stanley Bruce en 1925

Les premières années de Bruce au Parlement furent peu mouvementées et il se concentra principalement sur les affaires de sa société. Il commença néanmoins à attirer l'attention de ses collègues parlementaires avec sa participation au débat sur la Commonwealth Shipping Line en 1921. Cette compagnie maritime étatique avait été créée par le gouvernement Hughes pour transporter les marchandises australiennes durant la Première Guerre mondiale alors que la marine marchande avait été réquisitionnée. Son maintien après-guerre fut critiqué par Bruce et il fut soutenu en cela par ses collègues conservateurs. Il fut également l'un des deux représentants australiens à la Société des Nations à Genève en Suisse en 1921 ; il y défendit avec passion la cause du désarmement et de la coopération internationale malgré le scepticisme général concernant la légitimité de l'organisation et ses chances de succès. De retour en octobre, le premier ministre Hughes lui proposa de rejoindre son gouvernement en tant que ministre du Commerce et des Douanes. Étant à la tête de l'une des plus importantes entreprises australienne de commerce international, Bruce considérait que le conflit d'intérêts serait trop important et il déclina la proposition. Il ajouta néanmoins qu'il se sentirait obligé d'accepter la fonction de ministre des Finances tout en sachant que le poste avait été promis à son collègue parlementaire Walter Massy-Greene (en). À sa surprise, Hughes lui fit cette offre même si Massy-Greene resta le numéro 2 du gouvernement en tant que ministre de la Défense. Même s'il n'était parlementaire que depuis trois ans, Bruce fut certainement choisi par Hughes en raison de sa stature d'entrepreneur alors qu'il subissait les critiques de l'aile conservatrice de son parti qui lui reprochait ses politiques interventionnistes,.
Les deux hommes s'affrontèrent à plusieurs reprises tant sur des questions de style que d'idéologie. Bruce considérait que la gestion de son gouvernement par Hughes était chaotique et que rien n'avançait lors des réunions du Cabinet ou du parti quand il présidait les débats. Face à l'autoritaire premier ministre, Bruce servit de contrepoids en refusant des propositions trop onéreuses ou en le convainquant d'abandonner ses projets les plus excentriques. Son mandat se révéla court et il ne présida à la rédaction que d'un unique budget en 1922. Ce dernier, conservateur et marqué par les baisses d'impôts, fut critiqué par l'opposition pour son incapacité à juguler les dépenses gouvernementales et à réduire la dette. Malgré son bref passage au sein du gouvernement, Bruce se fit apprécier par ses collègues avec son style aimable, sa résolution face à Hughes et ses idées conservatrices partagées par une majorité des membres de son parti.

## Premier ministre
Les nationalistes perdirent onze sièges et leur majorité à la chambre des représentants lors de l'élection de décembre 1922. Les travaillistes, adversaires traditionnels des nationalistes profitèrent peu de cette défaite ; ils ne remportèrent que trois sièges supplémentaires et n'avait pas la majorité pour former un gouvernement. À l'inverse, le parti libéral composé de dissidents nationalistes opposés à Hughes remporta cinq sièges tandis que le Country Party et ses 14 élus faisait figure d'arbitre. Son chef, Earle Page, refusa de soutenir un gouvernement nationaliste avec Hughes comme premier ministre et des négociations en janvier et février ne permirent pas de sortir de l'impasse. Plutôt que de prendre le risque de subir une motion de censure au Parlement, ce qui aurait contraint le gouverneur-général de demander au parti travailliste de former un gouvernement, Hughes surprit ses collègues en annonçant sa volonté de démissionner le 2 février. Walter Massy-Greene ayant perdu son siège dans la circonscription de Richmond, Hughes demanda à Bruce de lui succéder à la tête du parti. Il accepta après une période d'hésitation ; Hughes regretta par la suite cette décision et devint l'un des détracteurs les plus virulents du nouveau premier ministre,.

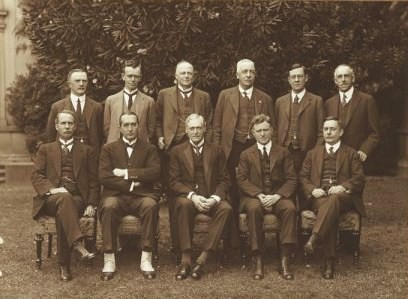
Le gouvernement Bruce en 1923

Bruce chercha rapidement à former une majorité pour son gouvernement. Il convainquit le vieil allié politique de Hughes, le sénateur George Pearce, de rejoindre son gouvernement en tant que ministre des Affaires intérieures. Il nomma William Watt président de la Chambre des représentants et élimina ainsi l'un de ses principaux opposants au Parlement. Cette tactique fut par la suite fréquemment utilisée mais la réussite la plus durable de Bruce fut de forger ce qui devint appelé la Coalition, une alliance entre les nationalistes et le Country First puis de manière plus générale entre les partis conservateurs et libéraux. Même s'ils différaient grandement dans leur personnalité et leur parcours, le diplomate et méthodique Bruce parvint à créer de bonnes relations professionnelles avec l'intelligent mais irascible chef du Country Party. La création de cette coalition obligea néanmoins Bruce à faire de larges concessions et les nationalistes ne reçurent que six des onze fonctions du Cabinet. Bruce dut également négocier sur la politique fiscale et le développement rural pour obtenir le soutien du Country Party et cela irrita certains membres de son parti. Page fut nommé ministre des Finances et de facto vice-premier ministre. Il devint par la suite un grand soutien de Bruce et déclara qu'« il était un chef qui impressionnait ses collègues par sa sincérité et ses compétences et qui gagna leur loyauté grâce à sa sagesse et son intégrité ».
L'accession de Bruce au poste de premier ministre marqua un tournant dans l'histoire politique australienne. Il était le premier occupant de cette fonction à ne pas avoir participé au mouvement pour la Fédération, à ne pas avoir été membre d'un parlement colonial ou national et à ne pas avoir participé au premier parlement fédéral en 1901. Il fut de plus le premier premier ministre à présider un cabinet composé exclusivement de natifs d'Australie. Bruce fut néanmoins fréquemment caricaturé comme « un Anglais né par hasard en Australie ». Il conduisait une Rolls-Royce, portait des guêtres blanches et était souvent jugé distant ; ces caractéristiques firent peu pour le rendre populaire auprès du public australien.

### Men, money and markets

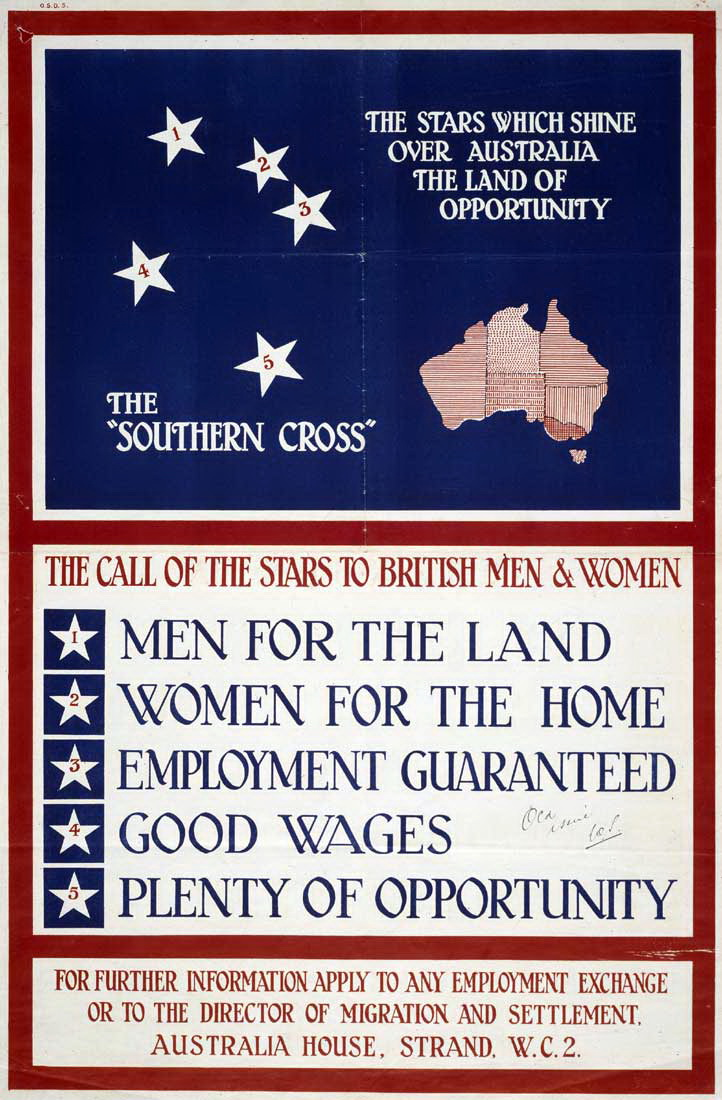
Affiche de 1928 promouvant l'immigration en Australie dans le cadre du programme de Bruce

En 1923, l'Australie était prospère en comparaison des autres pays développés de la période avec un faible taux de chômage ou d'inflation mais elle ne comptait que six millions d'habitants pour exploiter son immense et riche territoire. Dans son premier discours de premier ministre devant la chambre des Représentants, Bruce défendit un programme centré sur le développement de l'économie, une réforme du système fédéral, un renforcement du pouvoir fédéral sur les relations industrielles, un accroissement de l'influence australienne dans l'Empire britannique et la création d'une capitale fédérale. Il résuma cette idée comme étant un programme d'« hommes, d'argent et de marchés » (Men, money and markets).
Selon Bruce, la population était insuffisante pour permettre l'exploitation des immenses ressources de l'Australie. En 1923, une grande partie de la superficie du pays était virtuellement inoccupée et il estimait que l'Australie avait le potentiel pour devenir l'une des nations les plus productives du monde et compter près de 100 millions d'habitants. Malgré les inquiétudes des scientifiques qui considéraient que le climat extrême, les sols peu fertiles et le manque d'eau étaient des obstacles à une large population, le nouveau gouvernement adopta des mesures pour encourager l'immigration britannique. Dans la décennie qui suivit, la nouvelle commission sur le développement et l'immigration accorda sous forme de prêts, 34 millions de livres (environ 50 milliards de dollars de 2011) pour la construction d'infrastructures, d'achats de terrains et pour financer le voyage des potentiels immigrants. Les estimations initiales prévoyaient l'arrivée d'un demi-million de Britanniques sur dix ans mais à peine plus de 200 000 s'installèrent effectivement en Australie sur cette période. Le plan de colonisation de Bruce reposait sur la croissance des zones rurales e les immigrants étaient souvent choisis sur la base de leur volonté à travailler la terre tandis que les autorités fédérales et nationales concentraient leurs investissements dans les régions rurales et encourageaient les nouveaux venus à s'installer dans des fermes à la périphérie des zones habitées. Malgré ces efforts, une majorité de ces immigrants s'installa dans les villes où ils avaient déjà des proches et des amis car les zones rurales étaient très isolées et plus difficiles à exploiter que celles de Grande-Bretagne. Bruce poursuivit la politique de l'Australie blanche en imposant de fortes restrictions sur les immigrants ne venant pas du Royaume-Uni ou des dominions.
L'Australie emprunta de l'argent pour financer son programme à un rythme sans précédent. La cité de Londres prêta plus de 230 millions de livres (environ 324 milliards de dollars de 2011) aux États et au Commonwealth durant les années 1920 et cette somme s'ajouta à 140 millions de livres provenant d'investissements privés. Le plan de Bruce nécessitait un rôle renforcé du gouvernement fédéral par rapport à ce qui était traditionnellement le cas. Lors d'un discours en 1927, il déclara :

« De plus en plus nos problèmes deviennent de nature nationale… Nos ressources financières sont limitées et cela entraîne des répercussions immédiates dans tout le Commonwealth. Tous nos problèmes sont des problèmes communs. Aucun ne peut être prospère à moins que tous ne soient prospères. Je suis convaincu que nous devons regarder tous nos problèmes avec les yeux d'une nation et non d'individus. Quand un État affronte un grand problème, il peut être résolu par la coopération du Commonwealth pour le bénéfice des États et le bénéfice et le progrès de toute l'Australie. »

Le plan Bruce-Page de mai 1923 était destiné à coordonner les activités fédérales et nationales en particulier dans le domaine des infrastructures. Le Main Roads Development Act de 1923 fut le principal résultat législatif de cette politique. Le texte utilisait la section 96 de la Constitution qui autorisait le gouvernement fédéral à accorder des fonds aux États pour qu'ils soient utilisés selon ses plans et notamment pour son programme de construction d'infrastructures ; le Commonwealth pouvait ainsi directement opérer ce qui était auparavant de la responsabilité des gouvernements locaux. Le texte créa un précédent pour de nombreux types de special purpose payments désignant des fonds accordés par le gouvernement fédéral pour des projets précis qui devinrent un aspect important des relations fiscales en Australie. Malgré ces réussites, Bruce fut souvent frustré par le manque de coopération dans d'autres secteurs importants de l'économie. Le gouvernement fédéral n'avait ainsi pas l'autorité nécessaire pour uniformiser le réseau électrique, l'écartement des rails ou le système d'assurance maladie en dépit d'années de discussion et de solides arguments en faveur de ces mesures.

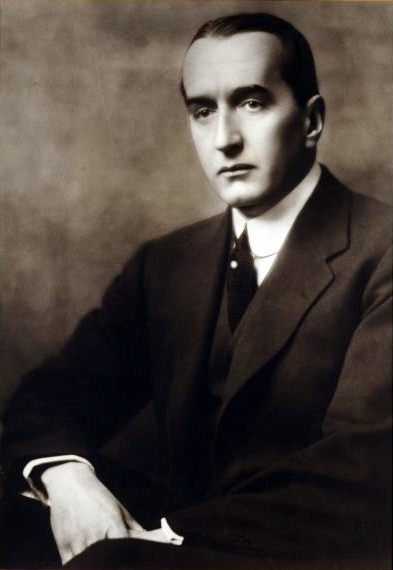
Stanley Bruce vers 1926

Même s'il avait obtenu les hommes et l'argent, Bruce ne parvint pas à complètement obtenir de nouveaux marchés. Lors de la conférence impériale de 1923, Bruce pressa le gouvernement conservateur de Stanley Baldwin faire évoluer la politique commerciale britannique pour favoriser les produits des dominions par rapport aux importations d'autres pays. Il eut gain de cause mais l'opinion publique britannique y était peu favorable car elle craignait une hausse des prix et cette peur contribua à la défaite des conservateurs en décembre 1923. Le successeur de Baldwin, Ramsay MacDonald, refusa l'idée au grand désarroi de Bruce et les tentatives pour relancer ce rapprochement commercial échouèrent en raison de la dégradation de la situation économique. Le cours des produits agricoles stagna dans le milieu des années 1920 car la production européenne revint à son niveau d'avant-guerre et concurrença les exportations australiennes.
En 1927, Earle Page présenta le premier budget déficitaire de la coalition gouvernementale et Bruce reconnut que la situation économique de l'Australie se détériorait. Les dettes fédérales et nationales dépassaient le milliard de livres (environ 1 345 milliards de dollars de 2011) et près de la moitié de cette somme était détenue par des capitaux étrangers, principalement à Londres. La croissance économique était faible et très inférieure à ce qui était prévu tandis que les exportations et les recettes ne permettaient pas de couvrir les besoins du gouvernement,. Les investisseurs s'inquiétaient du niveau de la dette mais Bruce continua à défendre son programme en considérant que les exportations étaient la clé de la sortie de crise et qu'il fallait poursuivre les investissements pour les accroître. Dans le milieu des années 1920, les États empruntaient à des taux insupportables pour financer leurs programmes et équilibrer leurs budgets. En réponse, Bruce proposa que la responsabilité de toutes les dettes, fédérales et nationales, et la capacité à emprunter soit transférée à un National Loan Council où chaque État aurait une voix et le Commonwealth en aurait deux et la voix prépondérante (en). Il fit également abolir la règle voulant que les subventions aux États soient basées sur leur population pour un système basé sur leurs besoins financiers. Ces deux changements formaient le Financial Agreement de 1927 dont les clauses furent approuvées par référendum l'année suivante. Cette évolution fut significative dans l'histoire constitutionnelle australienne car les États perdirent une grande partie de leur autonomie financière,.

### Modernisation du gouvernement

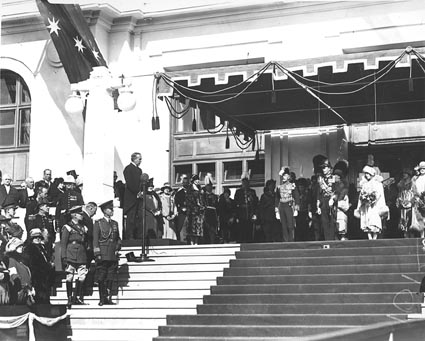
Bruce lors de l'inauguration du Parlement à Canberra le 9 mai 1927 en présence du duc d'York et de son épouse

Bruce utilisa son expérience de chef d'entreprise et d'entraîneur d'aviron pour faire du Cabinet un organisme ordonné et efficace,. Il formalisa les réunions avec un agenda précis et le ministre responsable d'un sujet devait informer ses collègues de ses objectifs pour faciliter la résolution du problème. Chacun était ainsi familiarisé avec la question et pouvait participer activement à la prise de décision. Ces procédures valurent à Bruce le respect et l'approbation de ses collègues d'autant plus qu'il dominait les discussions grâce à son zèle et ses connaissances. George Pearce avança par la suite qu'il fut le meilleur des premiers ministres qu'il ait soutenu ou affronté durant ses 38 années de carrière parlementaire.
Bruce chercha à prendre ses décisions en se basant sur les meilleures informations possibles et son gouvernement fit appel à un nombre record de 22 commissions différentes. Reconnaissant la nécessité d'accroître les investissements scientifiques pour développer les secteurs agricoles et économiques, il fonda le conseil pour la recherche scientifique et industrielle qui devint l'organisation fédérale pour la recherche scientifique et industrielle en 1946. Il créa également le bureau de la recherche économique en 1929 et pour la première fois, des économistes furent régulièrement employés par le gouvernement dans un domaine qui était jusqu'alors une question exclusivement politique,. Lorsqu'il quitta ses fonctions, il avait mis en place une organisation efficace pour fournir au premier ministre des informations fiables dans un grand nombre de domaines.

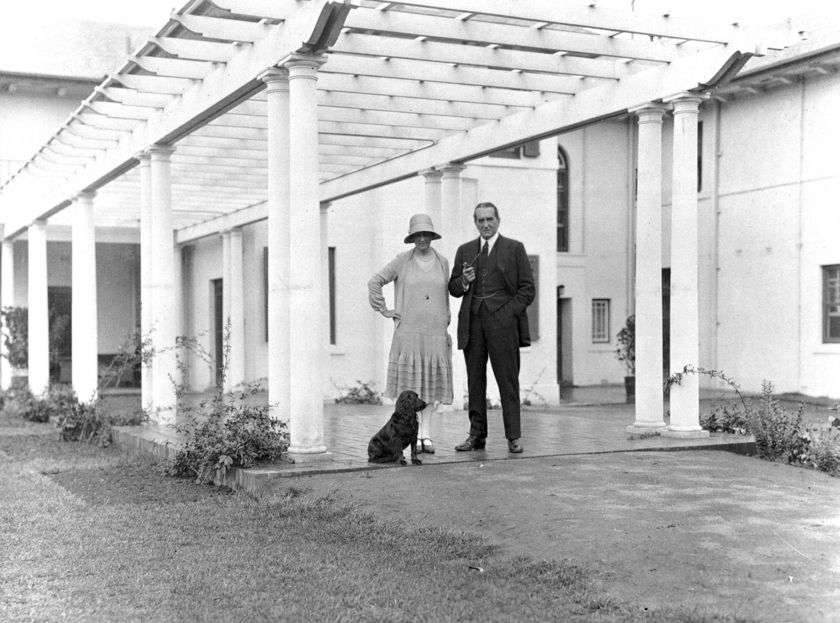
Stanley et Ethel Bruce après leur installation dans leur résidence officielle de Canberra en 1926

Durant le mandat de Bruce, le gouvernement australien s'installa dans la nouvelle capitale fédérale de Canberra. Dès la création de la Fédération, une longue controverse opposait Sydney et Melbourne pour savoir laquelle des deux plus grandes villes du pays allait accueillir le gouvernement fédéral. Il fut finalement décidé en 1913 de créer une ville nouvelle sur la rivière Molonglo à une centaine de kilomètres au sud-ouest de Sydney tandis que Melbourne deviendrait la capitale temporaire le temps que les installations soient mises en place à Canberra. La conception et la construction de la ville fut retardée en raison de la Première Guerre mondiale et de problèmes de financements. Bruce était un fervent défenseur de la nouvelle capitale et déclara : « Pour les besoins de la Fédération, il était essentiel qu'il existe une sorte de point central pour le pays, adapté à l'Australie en tant que nation… et tôt ou tard, il y aura une capitale fédérale surpassant les frontières et les limitations nationales ». Ce jour arriva finalement le 9 mai 1927 quand le Parlement fédéral s'installa dans ses nouveaux locaux à Canberra ; Bruce et son épouse s'étaient installés dans leur résidence officielle quelques jours auparavant. Lors de l'inauguration du Parlement, Bruce estima que les greffiers des deux chambres avaient un accent trop australien et il décida d'accueillir lui-même le duc d'York ; une décision qui fut critiquée par plusieurs parlementaires. La mise en place de la nouvelle administration se prolongea jusqu'en 1928 et les opérations de déménagement et de réinstallation depuis Melbourne empêchèrent un fonctionnement optimal du gouvernement, au grand désarroi de Bruce.

### Empire britannique

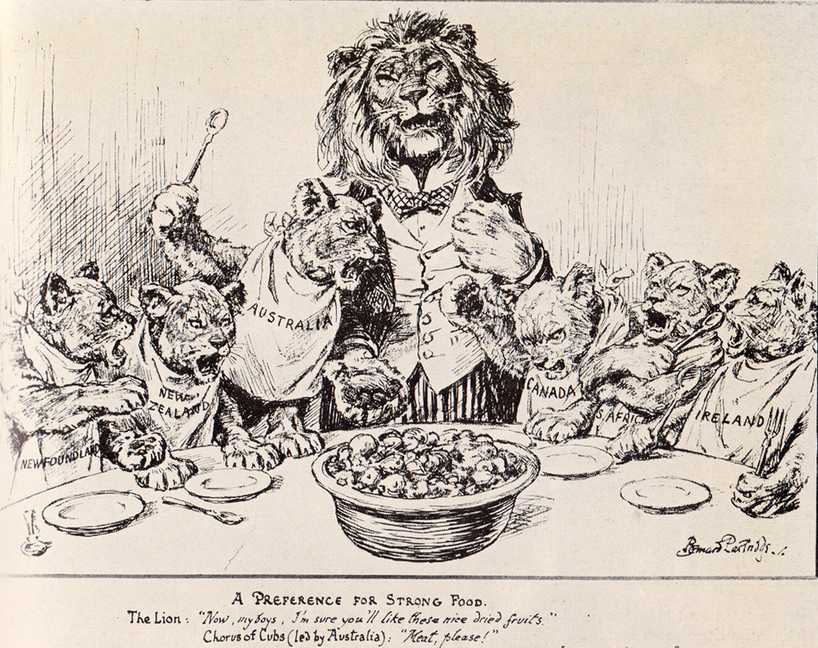
Caricature montrant l'Australie menée par Bruce menant la fronde des dominions contre le Royaume-Uni durant la conférence impériale de 1923.

Partisan de l'Empire britannique, Bruce chercha à le renforcer en développant les relations économiques et la coopération politique entre ses membres et en unifiant leurs politiques militaires et diplomatiques. Sa participation à la conférence impériale de 1923 fut son premier voyage officiel en tant que premier ministre. Il défendit une série de mesures pour développer la coopération entre le Royaume-Uni et les dominions et demanda une formalisation de la politique étrangère de l'Empire. Bruce voulait en particulier que les dominions aient un rôle plus important dans les affaires impériales et demanda la création d'un organisme décisionnel collectif pour les questions de défense et de politique étrangère. La nécessité d'un tel comité avait été démontrée lors de l'affaire Chanak l'année précédente. Les succès militaires de la Turquie dans sa guerre contre la Grèce avaient inquiété le gouvernement britannique et ce dernier avait menacé d'entrer en guerre si les Turcs poursuivaient leur offensive vers Constantinople. Or la déclaration de guerre du Royaume-Uni impliquait celle de tous les dominions même si ces derniers n'avaient pas été consultés au préalable. Même si une issue diplomatique fut trouvée à la crise, les dirigeants des dominions furent ulcérés par le fait d'avoir failli être engagé dans un conflit sans leur accord.
Pour accroître l'influence de l'Australie dans les affaires de l'Empire, Bruce parvint à obtenir la nomination de Richard Casey comme officier de liaison permanent à Londres. Il défendit également avec succès la création d'une fonction de secrétariat d'État aux Affaires des dominions distinct du Colonial Office pour représenter les dominions au sein du Cabinet britannique et reconnaître leur importance dans l'Empire. Cependant, même si la plupart des autres dominions demandaient également une réforme du système impérial, tous ne partageaient sa vision pour un renforcement des liens et une coopération renforcée. Le Canada et l'Afrique du Sud cherchaient en effet à obtenir une plus grande autonomie par rapport à Londres et les propositions de Bruce ne furent pas accueillies avec un grand enthousiasme.
Malgré la plus grande représentation de l'Australie à Londres après 1923, l'espoir de Bruce pour une prise de décision collective fut à nouveau déçu en 1924 quand le Royaume-Uni reconnut l'Union soviétique. Cela l'irrita en raison de son fort anticommunisme et du fait que les dominions n'avaient encore une fois pas été consultés. Le Royaume-Uni signa un traité commercial avec l'URSS en son nom propre et cela marqua la première rupture en politique étrangère entre l'Australie et la Grande-Bretagne. Même s'ils ne s'appliquaient qu'à l'Europe et n'engageait pas les dominions, Bruce critiqua la signature des accords de Locarno par le Royaume-Uni sans consultation de l'Empire,.

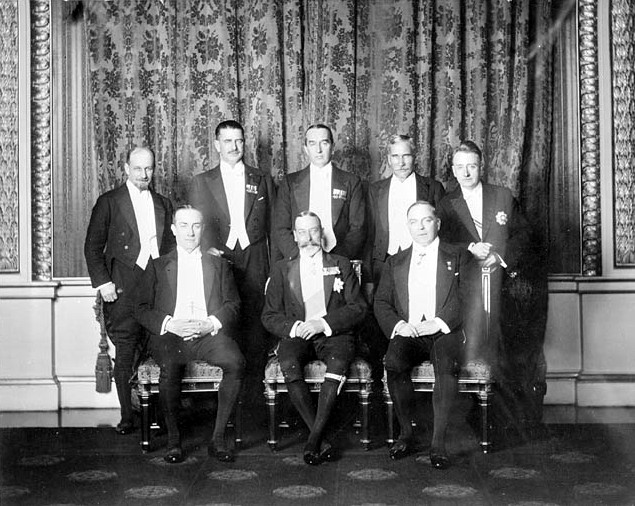
Bruce (debout au centre) lors de la conférence impériale de 1926

La conférence impériale de 1926 confirma que le Royaume-Uni et les dominions étaient de moins en moins en accord et qu'une plus grande souveraineté, et non plus une plus grande coopération, était la meilleure solution. Bruce reconnut que l'Empire était à un tournant de son histoire mais malgré son optimisme pour un renouvellement de l'institution impériale, les autres gouvernements semblaient peu intéressés. Ses demandes pour une coopération renforcée dans le domaine militaire et la mise en place d'accords commerciaux préférentiels furent débattues mais ne rencontrèrent aucun succès. Ses opinions étaient presque à l'opposé de celles des premiers ministres du Canada, d'Afrique du Sud et d'Irlande et le premier ministre Baldwin remarqua que : « Si vous, M. Bruce, utilisiez un peu moins le mot « Empire » et vous, M. McGilligan, l'utilisiez un peu plus, nous avancerions mieux ». Les partisans d'une plus grande souveraineté sortirent vainqueurs de la conférence et la déclaration Balfour reconnaissait que les dominions étaient des entités souveraines librement associées au sein d'un Commonwealth britannique des nations. Les statuts des gouverneurs généraux furent modifiés pour en faire des représentants uniquement du souverain britannique et non plus du gouvernement du Royaume-Uni avec un rôle largement honorifique. Ces changements marquaient tant symboliquement que techniquement la transition des dominions indépendants vers des États pleinement souverains, où le Royaume-Uni cesserait toute ingérence dans les affaires étrangères de ces derniers. Bruce était partagé sur ces évolutions ; d'un côté, il estimait que l'Empire restait une organisation puissante sur la scène internationale mais de l'autre, il était déçu du fait que les autres pays ne partageaient pas son engagement pour le maintien de son intégrité. Il obtint malgré tout quelques succès lors de la conférence comme un accroissement de la coopération scientifique et industrielle.

### Relations industrielles

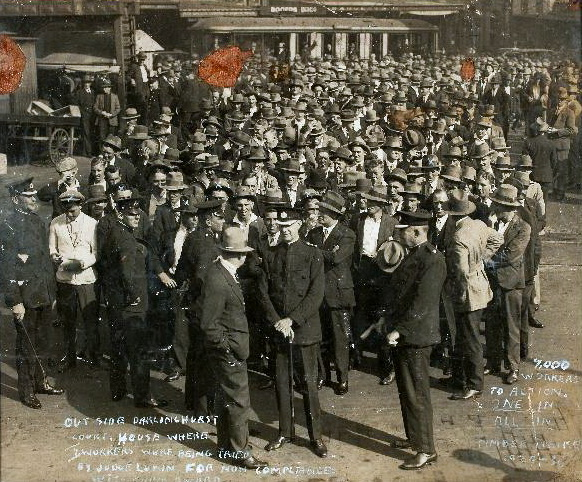
Ouvriers protestant contre la décision de la cour fédérale d'arbitrage en 1929

L'agitation sociale et les grèves furent fréquentes dans les années qui suivirent la Première Guerre mondiale du fait du mécontentement concernant les conditions de travail et de l'apparition de mouvements ouvriers contestataires comme le parti communiste d'Australie ou l'Industrial Workers of the World. Les problèmes furent aggravés par le nombre de juridictions chargées des relations industrielles qui avaient été créées depuis la création de la Fédération et la superposition de leurs responsabilités. Même s'il existait un tribunal fédéral responsable des disputes impliquant plusieurs États ou des employés fédéraux, les autres cours avaient rendu des jugements qui élargissaient ses prérogatives potentielles ; le système judiciaire était ainsi partagé entre des juridictions fédérales et nationales qui pouvaient intervenir sur les mêmes disputes. Cette dualité était exploitée par les syndicats et les employeurs qui pouvaient choisir le tribunal qu'ils estimaient être le plus favorable à leurs intérêts et alternaient entre les différentes juridictions selon les besoins. Deux cours pouvaient ainsi rendre des jugements différents sur la même affaire selon qu'elles aient été saisies par l'une ou l'autre des deux parties et la résolution finale de l'affaire pouvait être difficile à obtenir. Billy Hughes et ses prédécesseurs avaient tenté de résoudre le problème en élargissant les pouvoirs du Commonwealth mais toutes les propositions en ce sens furent rejetées lors de plusieurs référendums.
Bruce était initialement peu intéressé par les plaintes des employeurs et des employés et estimait que les meilleures solutions étaient celles négociées par les deux parties auxquelles il demandait fréquemment d'adopter une attitude coopérative. Il fut néanmoins obligé d'intervenir lorsque les ouvriers portuaires et les marins de la marine marchande se mirent en grève en 1925. L'arrêt du travail eut un impact immédiat et important sur l'économie australienne très dépendante des importations et des exportations. Le premier ministre admit que la situation était intenable et comme les syndicats refusaient les jugements du Commonwealth, Bruce utilisa le Navigation Act et l'Immigration Act. Le premier autorisait les navires étrangers ne travaillant pas selon les conditions de travail australiennes à opérer dans les eaux du pays même si les marins britanniques travaillant en Australie se mirent eux aussi en grève tandis que le second permettait au gouvernement fédéral d'expulser toute personne née à l'étranger qu'un tribunal spécial aurait reconnu coupable de « perturber la vie économique de la communauté, ». Plusieurs dirigeants du mouvement de grève furent ainsi visés mais le premier ministre de Nouvelle-Galles du Sud, Jack Lang, refusa que la police de son État participe à l'arrestation de deux responsables syndicaux. Bruce répondit avec le Peace Officers Act qui rétablit une force de police fédérale.
Les travaillistes furent choqués par ces mesures et ils poussèrent le premier ministre à rechercher l'approbation du peuple. Bruce s'exécuta et les élections de 1925 furent marquées par la « Peur rouge ». Il fit campagne pour la paix sociale et un accroissement des pouvoirs du Commonwealth mais dénonça également les « agitateurs étrangers » et la « guerre des classes » en appelant au retour de l'ordre. Il s'opposa ouvertement aux dispositions existantes en déclarant que l'Australie « doit à présent se demander si ce grand document historique, la Constitution, répond aux besoins du jour à la lumière des développements ayant eu lieu ». La campagne fut un succès et la Coalition accrut sa majorité au Parlement. Bruce déclara que « mon gouvernement a été reconduit sur une question centrale et avec un programme précis… pour introduire des mesures destinées à la préservation de la paix industrielle » ; il organisa un référendum l'année suivante pour amender la Constitution et placer les relations industrielles sous la juridiction exclusive du Commonwealth. Des tentatives de réforme avaient été rejetées de justesse en 1911, 1913 et 1919 mais les grèves, les problèmes de juridictions et l'insuffisance des pouvoirs et des contrôles au niveau fédéral avaient fait évoluer l'opinion publique. De manière controversée, Bruce développa également le sujet des « services essentiels » en donnant au gouvernement le pouvoir de protéger le public de toute « perturbation effective ou potentielle des services essentiels ». Cette proposition fut sévèrement critiquée par de nombreux observateurs et ni les nationalistes, ni les travaillistes n'y étaient très favorables. En septembre, la question avait provoqué une telle controverse que les propositions furent abandonnées.

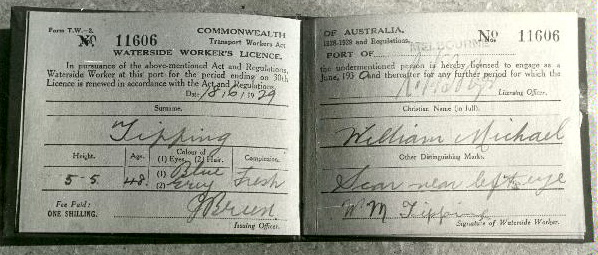
Licence accordée à un ouvrier portuaire après le vote du Transport Workers Act en 1928

L'agitation sociale se poursuivit et en 1928, Bruce imposa notamment aux tribunaux industriels de prendre en compte les conséquences économiques de leurs décisions en plus des conditions de travail des ouvriers. La décision provoqua immédiatement de nouveaux problèmes car les conditions de travail des ouvriers portuaires se détériorèrent pour des raisons économiques après la signature d'un nouvel accord. Leur fédération organisa des actions qui à Melbourne, dégénérèrent en émeutes qui firent au moins un mort. Ravivant la « Peur rouge » pour l'élection de 1928, Bruce introduisit le Transport Workers Act qui donnait des pouvoirs sans précédent au premier ministre dans le domaine des relations industrielles. Tous les ouvriers portuaires devaient à présent posséder une licence pour pouvoir travailler ; le texte permettait au gouvernement de savoir précisément qui travaillait sur les docks et il faillit détruire le syndicat des ouvriers portuaires, ce qui lui valut un profond mépris du monde ouvrier. Bruce fut reconduit dans ses fonctions mais il n'avait plus qu'une majorité de seulement cinq voix, ce qui était fragile étant donné le nombre grandissant de défections dans le parti nationaliste,. Il restait néanmoins persuadé qu'à moins d'une pacification des relations industrielles et d'une baisse des coûts de production, l'Australie se dirigeait vers une grave crise économique ; il mit donc l'accent sur cette question dans ses discours en 1928 et 1929,.

### Chute

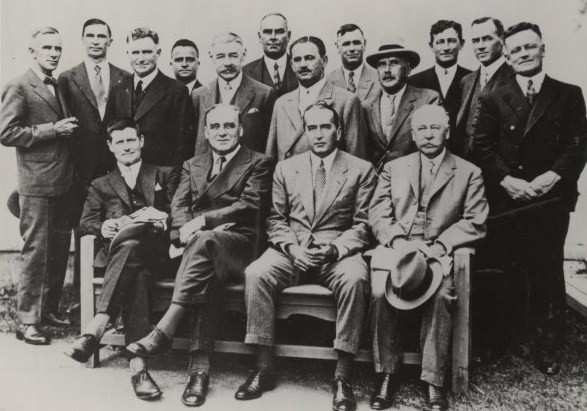
Le troisième et dernier gouvernement Bruce en 1928

Dès 1927, les indicateurs économiques annonçaient l'approche d'une récession en Australie. En 1929, il devenait clair que la récession se transformait en dépression en raison de la détérioration de la situation internationale. Cette année, la valeur des exportations chuta de près de 30% et celle du produit intérieur brut de 10% sans que le coût de la vie ne suive cette baisse. La dette australienne était de 631 millions de livres (environ 857 milliards de dollars de 2011) et le remboursement des intérêts équivalait à pratiquement la moitié des revenus du commerce international, une situation difficilement tenable même dans un climat économique plus favorable. L'ambitieux programme de Bruce avait fortement accru la dette et n'avait pas encore produit de résultats tangibles tandis que l'agitation sociale s'aggravait en particulier dans les États industriels de Nouvelle-Galles du Sud et du Victoria. L'opposition se renforçait d'autant plus que James Scullin, qui avait remplacé Matthew Charlton à la tête du parti travailliste en 1928, était considéré comme l'un des parlementaires les plus doué de la période. Ce dernier déclara que l'économie australienne était très vulnérable du fait du niveau de la dette et qu'elle devrait affronter une sévère dépression si les finances du gouvernement n'étaient pas immédiatement rétablies. À l'inverse, le parti nationaliste était en pleine désintégration ; il n'avait aucun programme officiel et ses membres disposaient d'une large autonomie pour déterminer leurs positions sur un sujet, ce qui limitait la capacité du gouvernement à faire adopter ses décisions. Billy Hughes et Edward Mann devinrent ainsi particulièrement critiques envers le gouvernement.
L'aggravation de la situation économique affecta les relations industrielles en raison de la hausse du chômage et de la volonté des employeurs de réduire les coûts de production. Les grèves dans l'industrie sucrière en 1927, dans l'industrie portuaire en 1928 et dans l'industrie du bois en 1929 continuèrent à perturber les opérations économiques. Les tensions les plus graves éclatèrent en mars 1929 quand John Brown, propriétaire d'une mine à Newcastle, ferma ses puits pour contraindre ses ouvriers à accepter une baisse de salaires. L'avocat-général John Latham (en) lança des poursuites judiciaires contre Brown en raison de ses pratiques coercitives mais Bruce y mit un terme en estimant que l'affaire avait peu de chances d'aboutir et qu'arrêter la procédure permettrait au gouvernement de négocier la fin du conflit. Les propriétaires de la mine refusèrent néanmoins les négociations et il fut considéré que le gouvernement s'était allié avec les riches intérêts économiques et ses doubles standards affectèrent sa crédibilité en tant que dirigeant impartial et défenseur de l'ordre.

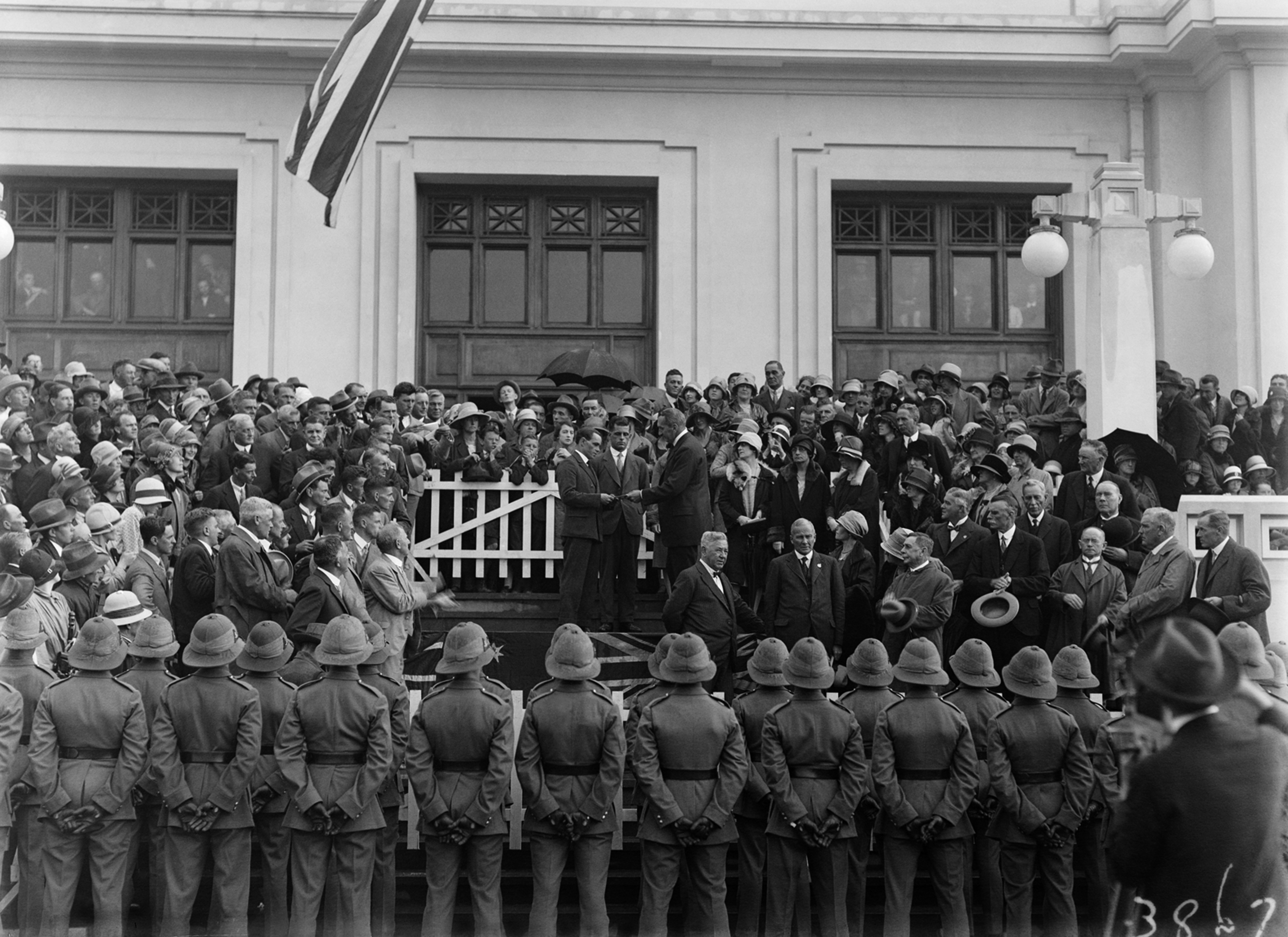
Bruce remet une récompense à l'aviateur Bert Hinkler un mois après qu'il eut réalisé le premier vol en solitaire entre l'Angleterre et l'Australie en février 1928.

Bruce et les conservateurs se convainquirent que « la détérioration économique était la conséquence et non la cause de l'aggravation des relations industrielles ». Exaspéré, le premier ministre envoya un ultimatum aux États : soit ils cédaient volontairement leurs pouvoirs de régulation au gouvernement fédéral soit ce dernier se débarrasserait de ses prérogatives dans ce domaine et supprimerait les cours d'arbitrage fédérales. L'annonce fit l'effet d'une bombe y compris au sein du gouvernement, dont beaucoup de membres n'avaient pas été informés de ce changement jusqu'à son annonce. Bruce s'attendait à ce que les États n'abandonnent pas leurs pouvoirs et sa décision était destinée à marquer la fin de l'arbitrage fédéral ; pour lui, le maintien du statu quo avec une double juridiction était inconcevable. L'opposition à la proposition, présentée devant le Parlement sous le nom de Maritime Industries Bill, fut massive et déterminée. En 1929, plus de 150 syndicats et 700 000 ouvriers étaient couverts par les conventions collectives fédérales dans un grand nombre de secteurs économiques ; même s'il existait un certain mécontentement dans les industries du bois et des mines, la plupart des travailleurs étaient satisfaits de leur situation et craignaient de plus mauvais salaires et conditions de travail s'ils repassaient sous la juridiction des États. Bruce défendit que ses actions étaient nécessaires pour supprimer les incertitudes et la dualité des cours qui avait causé tant de problèmes les années précédentes. D'autres décisions provoquèrent également des tensions telles que le budget présenté par Page le 22 août qui incluait une nouvelle taxe sur les cinémas et les théâtres pour aider à réduire le déficit. Cette mesure était très impopulaire et l'industrie du divertissement mena une campagne bruyante pour obtenir son abrogation. Bruce s'inquiéta également du niveau élevé des taxes douanières mais cette position était peu appréciée des industries protégées.

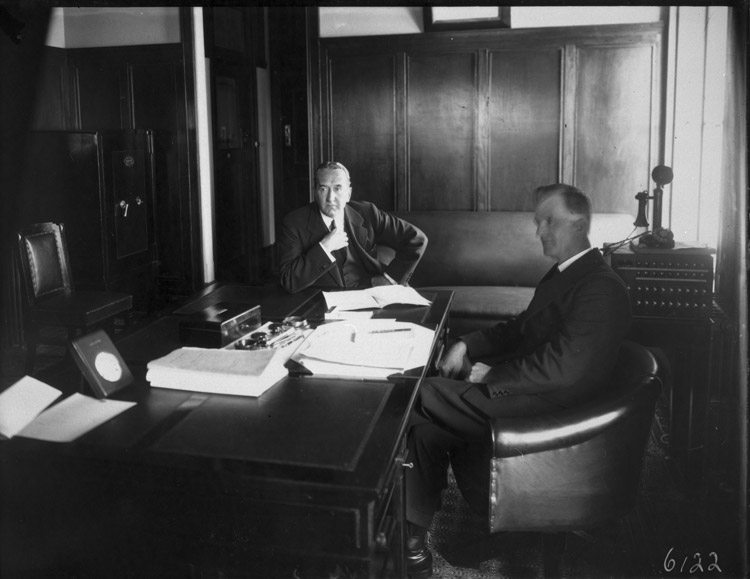
Bruce avec le premier ministre élu James Scullin la veille de son investiture

La Maritime Industries Bill fut adoptée avec seulement quatre voix d'avance lors de son second passage mais des parlementaires nationalistes comme Billy Hughes, Edward Mann et George Maxwell votèrent contre leur parti. Hughes présenta un amendement stipulant que le texte ne prendrait effet qu'après avoir été approuvé lors d'une élection ou un référendum et la proposition fut présentée devant un committee of the whole désignant l'ensemble de la Chambre. Bruce rejeta toute idée de référendum en déclarant que le vote servirait de motion de confiance pour son gouvernement et pressa son parti de rejeter le texte. Le nationaliste Walter Marks et l'indépendant William McWilliams rejoignirent l'opposition qui disposait alors d'une majorité d'une voix. Bruce et ses partisans demandèrent au président de la Chambre, Littleton Groom, de voter au sein du comité pour égaliser les votes laissant le président du comité, James Bayley, avec le vote final et probablement pro-gouvernemental. Groom refusa néanmoins la manœuvre en citant la longue tradition parlementaire britannique selon laquelle le président est neutre dans les comités. L'amertume de Groom qui n'avait pas été nommé avocat-général en 1925 fut avancée pour expliquer en partie cette décision.
L'amendement fut adopté et des élections anticipées furent prévues le 12 octobre 1929 ; Bruce fit campagne sur le fait que sa décision radicale dans les relations industrielles était nécessaire. Le chef de l'opposition Scullin attaqua avec véhémence le gouvernement en blâmant le premier ministre pour avoir créé un environnement industriel tendu ; il défendit que les arbitrages fédéraux garantissaient de nombreux droits des ouvriers et qu'ils étaient parfaitement compatibles avec les juridictions nationales. Il critiqua également le gouvernement pour la croissance du niveau de la dette et les problèmes économiques. Le jour de l'élection, le gouvernement fut sévèrement battu et le parti nationaliste perdit plus de la moitié de ses sièges. Pour couronner le tout, Bruce fut battu dans sa circonscription de Flinders par le travailliste Jack Holloway. Il fut ainsi le premier premier ministre en exercice à perdre son propre siège, un événement qui ne se reproduisit pas avant 2007. Bruce accepta sa défaite de manière mesurée en déclarant : « Le peuple a dit qu'il ne veut plus de mes services et j'accepte le bannissement dans lequel il m'a envoyé ».

## Retour au gouvernement

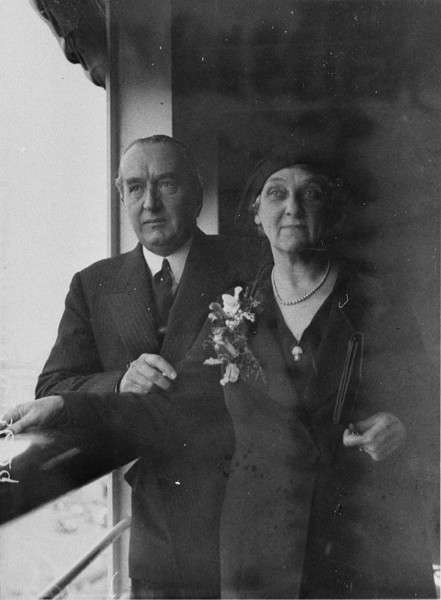
Le couple Bruce en Grande-Bretagne vers 1931

Bruce retourna en Grande-Bretagne après sa défaite pour reprendre la gestion de ses affaires tandis que son ancien avocat-général John Latham devint le chef des nationalistes. Après le krach de la bourse de New York et le début de la Grande Dépression, il indiqua à ses collègues que leur défaite avait finalement été préférable. Il défendit néanmoins le bilan de son gouvernement en avançant que la crise était inévitable et que ses politiques avaient été des tentatives justifiées pour renforcer l'économie australienne. Ce fut cette idée qu'il développa en avril quand il annonça son retour en politique et sa volonté de récupérer son siège de Flinders. Les nationalistes s'étaient alors regroupé au sein du parti United Australia (UAP) de Joseph Lyons, un ancien travailliste qui avait quitté son parti par opposition aux politiques de Scullin.
En novembre 1931, le programme d'austérité de Scullin fut rejeté au Parlement et des élections anticipées furent prévues le mois suivant. Bruce fut pris par surprise car il se trouvait alors encore au Royaume-Uni. Le vote fut un désastre pour les travaillistes qui perdirent 32 sièges, un record pour l'époque. Holloway ayant abandonné Flinders pour la circonscription plus sûre de Melbourne Ports, Bruce fut réélu à une écrasante majorité. Il fut nommé ministre adjoint des finances dans le gouvernement de Lyons qui s'était attribué le ministère des Finances. Ce dernier se reposa largement sur Bruce et Latham dans les six premiers mois de son mandat mais l'attention de Bruce s'était alors tournée vers l'international.
Il mena la délégation australienne à la conférence économique impériale de 1932 à Ottawa au Canada. Il renouvela ses efforts pour améliorer les perspectives économiques australiennes dans l'Empire et la conférence accepta une forme limitée de préférence impériale pour une durée de cinq ans ; cette réussite lui valut les félicitations du gouvernement Lyons. Ces accords d'Ottawa formèrent la base des relations commerciales entre l'Australie et le Royaume-Uni jusqu'à l'entrée de ce dernier dans la Communauté économique européenne en 1973.
Après la réussite de cette conférence, Lyons nomma Bruce comme ministre résident à Londres. Sa première tâche fut de renégocier les termes des emprunts dont le remboursement grevait le budget de l'Australie. Durant plus de deux ans, il négocia avec la Westminster Bank et le gouvernement britannique et parvint à réduire la charge de la dette ce qui, associé aux accords d'Ottawa, permit de réduire les difficultés financiers du gouvernement australien. Des soutiens de l'UAP et plusieurs personnalités politiques demandèrent à Bruce de revenir en Australie pour éventuellement remplacer Lyons au poste de premier ministre. Bruce s'étaient lui-même interrogé sur la santé et la capacité de décision de Lyons mais il montra peu d'intérêt pour un retour,.

## Haut-commissaire au Royaume-Uni
En septembre 1933, Bruce fut nommé par Lyons pour remplacer le haut-commissaire au Royaume-Uni Granville Ryrie et il démissionna officiellement du Parlement le 7 octobre 1933. Bruce se révéla un excellent choix car il était déjà connu du gouvernement britannique et des hommes politiques conservateurs et il envisagea même de participer à la vie politique locale. Il était notamment très proche du premier ministre Stanley Baldwin que le consultait fréquemment et il l'influença dans sa décision de demander l'abdication d'Édouard VIII en 1936. Son influence et son autorité à ce poste étaient en partie liées au fait que Lyons lui avait laissé les mains libres pour mener ses actions. Associé aux fréquents changements au sein du département des Affaires étrangères, cela signifiait que Bruce était généralement considéré comme le représentant le plus influent de l'Australie au point qu'il donnait souvent la position officielle de son pays sans en référer à Canberra.

### Société des Nations

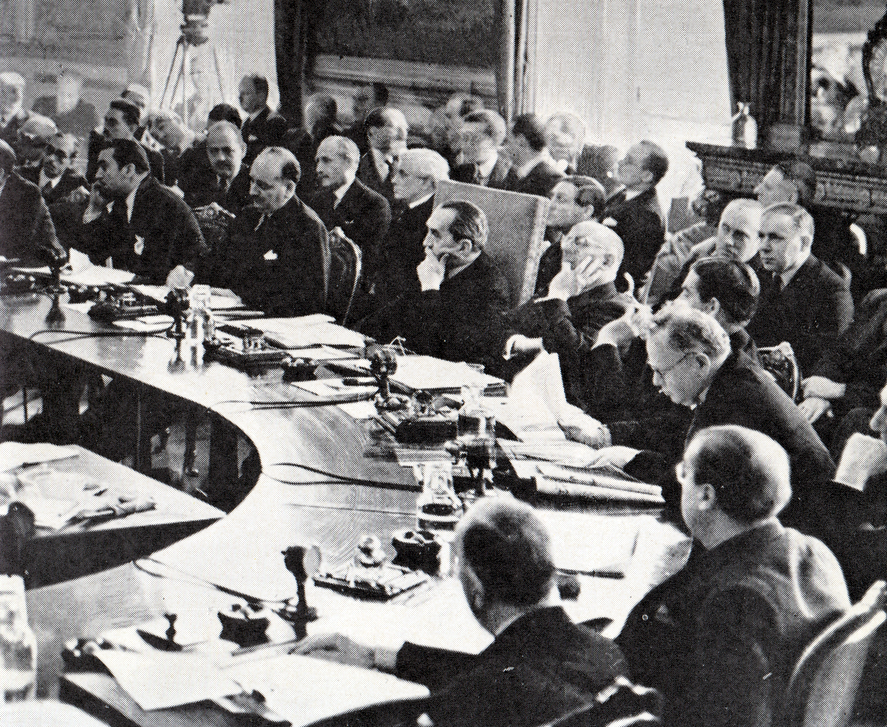
Stanley Bruce présidant le conseil de la Société des Nations en 1936

Bruce représenta l'Australie à la Société des Nations et obtint qu'elle participe à son conseil de 1933 à 1936. Il s'opposa aux sanctions contre le Japon après son invasion de la Mandchourie en 1933 pour ne pas menacer les relations commerciales et la paix dans le Pacifique. De manière générale, il ne souhaitait pas que la Société sanctionne ses membres car il considérait qu'elle n'avait pas la puissance économique ou militaire pour qu'elles soient efficaces et il craignait que cela n'entraîne la désintégration de l'organisation, une perspective renforcée après le départ du Japon et de l'Allemagne en 1933. Durant la crise d'Abyssinie, il demanda également la modération à l'encontre de l'Italie car des sanctions ne permettraient pas d'empêcher la guerre avec l'Éthiopie et aliénerait l'Italie, alors un allié potentiel contre l'Allemagne. Il demanda des politiques de réarmement plus importantes en France et au Royaume-Uni pour mieux faire respecter les décisions de la Société. Bruce devint président du conseil en 1936 à l'apogée de la crise d'Abyssinie après l'échec du pacte Hoare-Laval mais de nouvelles négociations ne permirent pas d'éviter un conflit. Durant sa présidence, il échoua également à obtenir une réponse à la remilitarisation de la Rhénanie par l'Allemagne. Même si cela ne fit pas vaciller son optimisme quant au potentiel de la Société, il la jugeait condamnée sans des réformes profondes. Il fut choisi par la Turquie pour président la conférence de Montreux qui déboucha sur un accord sur la libre circulation dans les Détroits, une question importante pour Bruce de par son statut de vétéran de la bataille des Dardanelles. Malgré les difficultés de sa présidence, l'historien Francis Walters estima que Bruce fut « peut-être le meilleur des nombreux dirigeants de premier rang qui présidèrent aux conseils, aux conférences ou aux comités de la Société ».
En 1937, l'attention de Bruce s'était tournée vers la coopération internationale dans les domaines économiques et sociaux qui, selon lui, avait de meilleures perspectives de succès et était d'une plus grande importance pour l'humanité. Il s'intéressa notamment à la promotion de l'agriculture et travailla étroitement avec le nutritionniste John Boyd Orr durant les années 1930. En 1937, il présenta un « plan d'apaisement économique » s'appuyant sur ces travaux et destiné à réduire les tensions internationales en relançant le commerce international et en améliorant les niveaux de vie en Europe via une baisse des prix de l'alimentation, l'octroi de subventions aux zones rurales, une amélioration des conditions de travail et des aides au logement. Les barrières douanières seraient progressivement réduites tandis que les nations européennes sortant de la crise seraient réintégrées à l'économie mondiale. Préfigurant la logique du plan Marshall, Bruce estimait que les problèmes sociaux et économiques précipitaient les peuples vers le fascisme et le communisme et que la paix était étroitement associée au commerce:

« Je pense fermement qu'il sera impossible de trouver une solution aux problèmes politiques de l'Europe et d'écarter le cauchemar actuel à moins que quelque chose ne soit fait pour améliorer la situation économique…. il est vital pour le prestige et le futur bien-être de la Société qu'elle prenne un rôle actif pour arriver à un apaisement économique. »

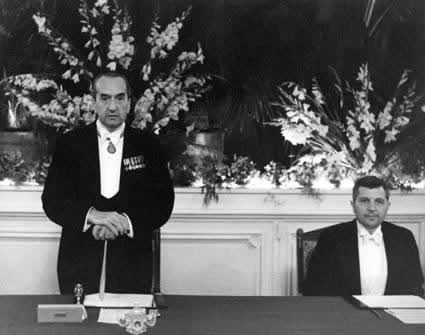
Bruce lors de la conférence de Montreux en 1938

Ce programme fut soutenu par le secrétaire général Joseph Avenol, qui était également conscient du besoin immédiat de réforme de l'organisation, mais il ne parvint pas à rassembler le soutien des principaux États membres,. Le nouveau premier ministre britannique Neville Chamberlain rejeta notamment l'idée et la Société commença à perdre toute autorité alors que la guerre approchait. Bruce continua néanmoins à demander une réforme et un comité fut créé en ce sens en 1939 après l'échec des accords de Munich et de la politique d'apaisement de Chamberlain. Ce comité, qui se réunit en juillet et août 1939, proposa un élargissement important des précédentes propositions de Bruce pour une coopération international mais ses travaux furent rendus caducs par le début de la Seconde Guerre mondiale.

### Seconde Guerre mondiale
Dans la période qui précéda la Seconde Guerre mondiale, Bruce et Lyons avaient défendu la politique d'apaisement de Chamberlain malgré les revers de la remilitarisation de la Rhénanie, de l'Anschluss et de la crise de Munich. Même durant la drôle de guerre, Bruce continua à défendre la mise en place d'un système international durable pour maintenir la paix via un désarmement mutuel, l'expansion du commerce international et la création d'organisations destinées à répondre aux questions sociales et économiques. Il était devenu un conseiller proche de personnalités conservatrices comme Anthony Eden et Neville Chamberlain et transmit l'opinion de l'Australie et des dominions en général selon laquelle les négociations avec l'Allemagne nazie étaient préférables à la guerre. Lorsque Lyons mourut en avril 1939, Earle Page et Richard Casey demandèrent personnellement à Bruce de revenir en Australie pour redevenir premier ministre. Il posa comme conditions d'être autorisé à siéger au Parlement comme un indépendant et à présider un gouvernement d'unité nationale. Ces conditions étaient politiquement inacceptables, peut-être à dessein, et Robert Menzies devint le chef de l'UAP.

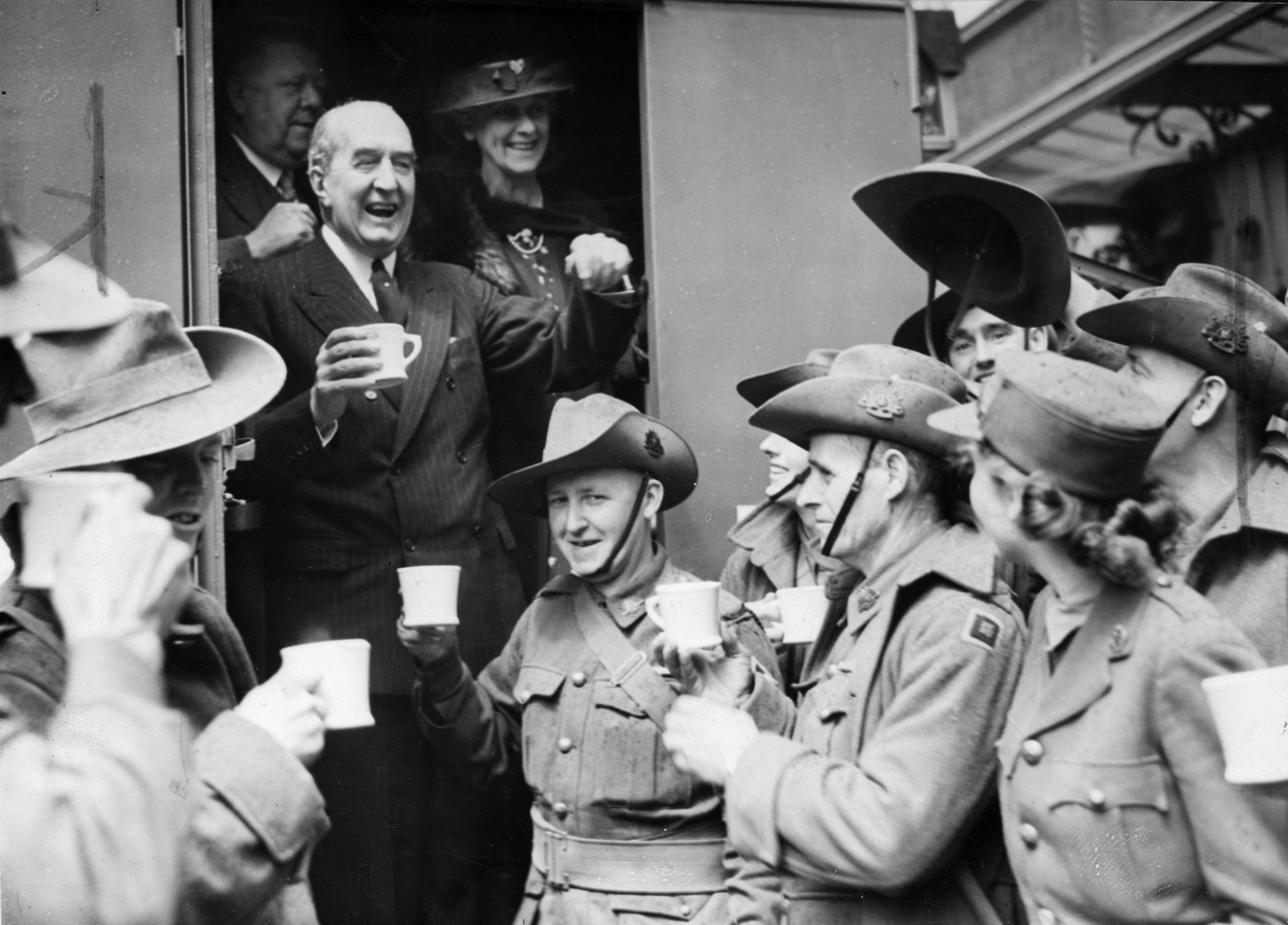
Bruce buvant le thé avec des troupes australiennes à Londres en 1940

La déclaration de guerre du Royaume-Uni à l'Allemagne le 3 septembre 1939 fut suivie quelques heures plus tard par celle de l'Australie. Bruce fut fréquemment en conflit avec le gouvernement britannique après l'accession au poste de premier ministre de Winston Churchill en mai 1940 car ce dernier tendait à voir les dominions comme des colonies semi-dépendantes au service de Londres tandis que Bruce voyait l'Empire comme une alliance internationale dans laquelle les dominions devaient participer à l'élaboration de la stratégie impériale. La priorité mise par les Britanniques sur le théâtre européen alarma les Australiens étant donné l'éloignement des colonies d'Extrême-orient et de la perspective grandissante d'une guerre avec le Japon. Cette possibilité devint réalité en décembre 1941 et après une série de désastres militaires dont notamment la chute de Singapour, le gouvernement australien parvint finalement à obtenir que Bruce participe au Cabinet de guerre britannique en tant que représentant de l'Australie.
Bruce entra néanmoins dans de fréquentes disputes avec le style autocratique de Churchill et son manque de concertation avec le Cabinet sur les décisions militaires ; à son grand dam, il était régulièrement exclu des réunions. Devant la crainte d'une invasion de l'Australie en 1942, Bruce affronta directement Churchill à plusieurs reprises pour obtenir un accroissement de l'aide du Royaume-Uni mais de manière générale, ce dernier l'ignorait ou l'écartait des travaux du gouvernement. Bien que cédant en apparence devant les pressions exercées par les dominions pour participer à la prise de décisions, Churchill marginalisait ou ignorait cette représentation. Bruce persista dans ces relations difficiles jusqu'en mai 1944 lorsque désabusé, il démissionna pour représenter différemment l'Australie à Londres. Malgré ses relations houleuses avec Churchill, Bruce était tenu en haute estime par de nombreux membres du Cabinet et notamment par les futurs premiers ministres Clement Attlee et Anthony Eden tandis que son obstination pour défendre les intérêts des dominions durant le conflit lui valut les félicitations du nouveau premier ministre australien John Curtin et des autres dirigeants des dominions.

## Organisation des Nations unies pour l'alimentation et l'agriculture

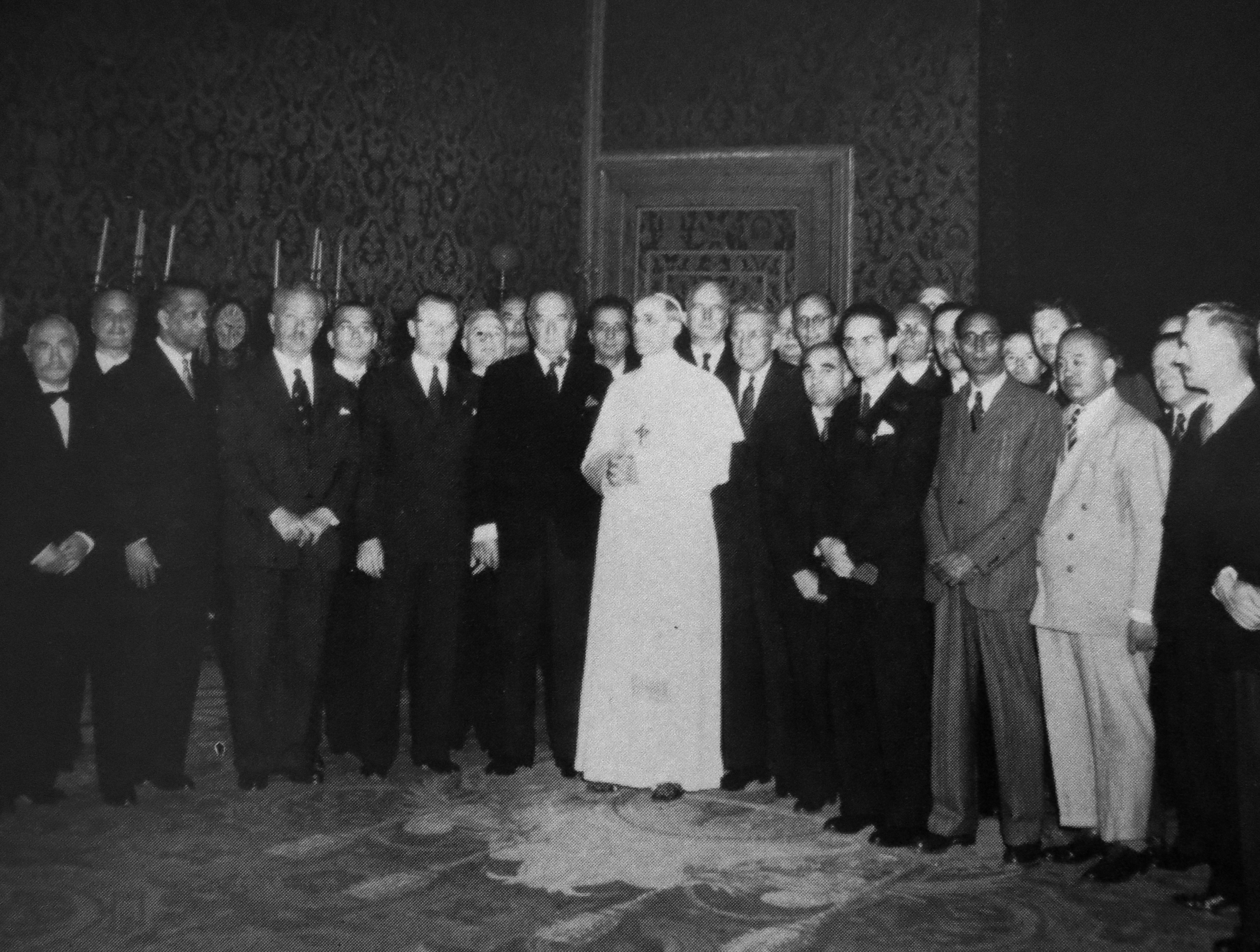
Bruce et d'autres membres du conseil de la FAO aux côtés du pape Pie XII à Rome en 1950

À la fin de la guerre en 1945, Bruce était devenu las de son poste de haut-commissaire et il indiqua au successeur de Curtin, Ben Chifley, qu'il ne s'opposerait pas à un changement de fonctions. Dans les dernières années du conflit, il avait envisagé un nouvel ordre mondial basé sur une poursuite de l'alliance entre l'Union soviétique, les États-Unis, le Royaume-Uni et la Chine qui pourrait former un nouvel organisme international semblable à la Société des Nations mais avec une plus grande autorité dans les affaires internationales. Aux côtés de John Boyd Orr, Bruce relança son projet de coopération dans le domaine agricole et ces efforts furent récompensés quand il attira l'attention de la première dame des États-Unis Eleanor Roosevelt ; par la suite, le gouvernement américain de Franklin Roosevelt organisa en mai 1943 une conférence sur le sujet à Hot Springs en Virginie. Ses participants s'accordèrent sur la création d'une Organisation pour l'alimentation et l'agriculture (FAO) qui devint une agence spécialisée des Nations unies à sa fondation en octobre 1945.
Après l'adoption de la charte des Nations unies en juin 1945, Bruce était pressenti pour devenir le premier secrétaire général et cette candidature était soutenue par les secrétaires d'État américain et britannique respectivement Dean Acheson et Anthony Eden. Il avait néanmoins 62 ans et avait indiqué qu'il se sentait trop âgé pour cette fonction, préférant un rôle moins exigeant consacré aux questions économiques et sociales. En 1946, il devint président du comité de la FAO chargé d'établir une « commission alimentaire mondiale » pour coordonner la politique agricole internationale et éliminer les pénuries alimentaires. Il proposa la création de plusieurs organismes dont une banque alimentaire mondiale et des mécanismes tarifaires afin de fournir de la nourriture aux zones déficitaires. Le comité de Bruce mit également l'accent sur la modernisation des pratiques agricoles, sur le développement de l'aide internationale et sur le maintien de la stabilité des prix pour aider les nations en développement et ses propositions furent présentées en 1947. Ces mesures ne furent jamais adoptées en raison de leur coût de la difficulté à surmonter les questions de souveraineté nationale.
Malgré ce revers, Bruce fut élu président du nouveau conseil directeur de la FAO en novembre 1947 et travailla à nouveau avec John Boyd Orr, devenu son secrétaire général. La sécheresse en Europe provoqua une sévère pénurie alimentaire et le système de redistribution international fut mis à rude épreuve après les destructions du conflit. Bruce et le conseil travaillèrent pour distribuer des engrais et des machines agricoles ainsi que pour améliorer la nutrition en particulier dans les pays les moins développés. Plus des deux tiers de la population mondiale était malnutrie en 1949 et Bruce estimait qu'il était impératif de faire prendre conscience de cette situation aux nations développées. En novembre 1949, un accord fut trouvé pour offrir les moyens logistiques et financiers à la FAO pour lui permettre d'agir en cas de pénurie dans le tiers-monde. Bruce et son conseil contribuèrent à faire revenir les niveaux de production à ceux d'avant-guerre tandis que la situation alimentaire s'améliorait dans le monde entier ; néanmoins, au moment où il quitta ses fonctions en 1951, la production peinait à suivre le rythme du Baby boom. Le conseil affronta de nombreux obstacles pour défendre l'amélioration de la situation dans le tiers-monde alors que les conflits liés à la guerre froide et à la décolonisation poussaient les gouvernements à accroître leurs dépenses militaires. Frustrés par la multiplication des guerres, le manque d'engagement des pays développés pour soutenir les objectifs nobles mais ardus de la FAO, les progrès limités et les faibles moyens alloués, Bruce et Orr démissionnèrent de leurs fonctions.

## Dernières années

Armes de Stanley Bruce

À la fin de sa vie, Bruce occupa diverses fonctions au Royaume-Uni et en Australie. Il fut président de la Finance Corporation of Industry fournissant des financements à des projets bénéfiques à l'économie britannique de 1946 à 1957 ; il aida à étendre le programme en Australie en 1954 et à l'ensemble du Commonwealth en 1956. Il devint également le premier chancelier de la nouvelle université nationale australienne de Canberra en 1952 et contribua largement à son développement. Il conclut que la position de l'Australie dans le monde avait changé à la suite de la Seconde Guerre mondiale :

« L'Australie est devenu une tête de pont entre Est et Ouest. Il est maintenant vital que l'Australie comprenne les problèmes de l'Est, qu'elle fasse tout ce qui est en son pouvoir pour soulager ces problèmes et qu'elle traduise la nature de ces problèmes au reste du monde. »

L'un des principaux bâtiments de l'université a été nommé en son honneur et il est resté actif dans ses activités jusqu'à sa retraite en 1961. Bruce fut ensuite le directeur de plusieurs entreprises dont la National Australia Bank, la P&0 et la National Mutual Life Association.
En 1947, il devint le premier Australien à siéger à la Chambre des lords britannique. Ayant été anobli vicomte Bruce de Melbourne par son collègue et ami Clement Atlee, il fut un participant actif aux délibérations de l'assemblée et assista régulièrement à ses travaux jusqu'à sa mort. Bruce utilisa cette tribune pour défendre ses idées de coopération internationale et pour promouvoir la place de l'Australie dans le Commonwealth même si à cette période, l'Empire était en pleine désintégration. Avide golfeur, il devint le premier capitaine australien du Royal and Ancient Golf Club of St Andrews en 1954 et continua à entraîner régulièrement des équipes d'aviron de l'université de Cambridge.

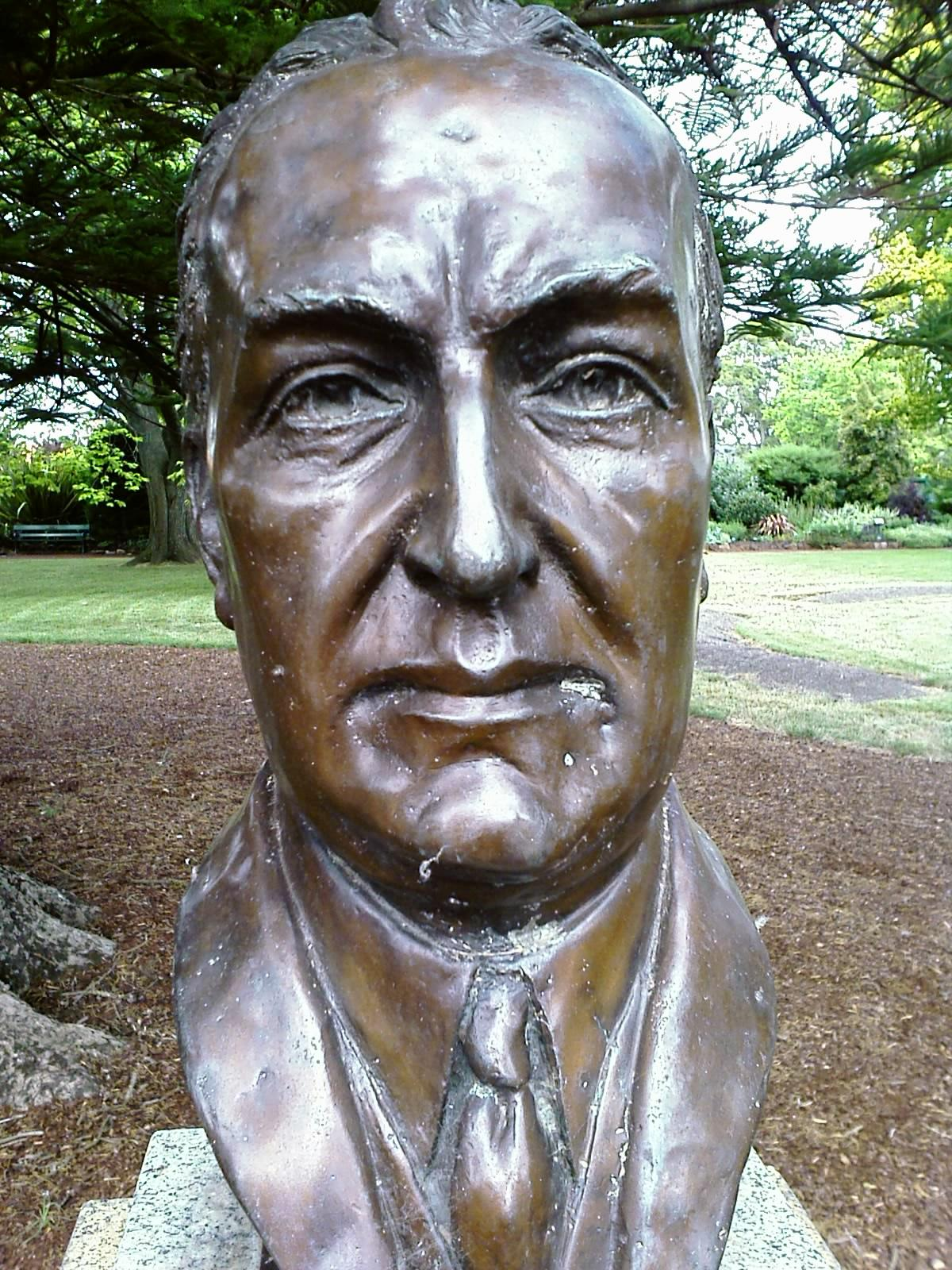
Buste de Bruce dans l'avenue des premiers ministres du jardin botanique de Ballarat

Bruce resta actif et en bonne santé tout au long de sa retraite malgré une surdité grandissante mais la mort de son épouse en mars 1967 l'affecta profondément et il mourut le 25 aout à l'âge de 84 ans. De nombreuses personnalités dont plusieurs représentants de la famille royale britannique assistèrent à ses funérailles à l'église St Martin-in-the-Fields de Londres. Ses cendres furent ensuite dispersées au-dessus du lac Burley Griffin de Canberra. Un quartier périphérique de Canberra et une circonscription électorale de Melbourne furent nommés en son honneur,.

## Héritage
En dépit de ses nombreuses réussites en Australie et à l'étranger, la carrière internationale de Bruce passa largement inaperçue dans son pays et beaucoup se souvenaient encore de lui pour ses sévères législations contre les syndicats et la grave défaite de son parti en 1929. Son image publique était celle d'un homme distant, trop Anglais pour être Australien. À sa mort, le journal The Age de sa ville natale de Melbourne nota que « pour la plupart des Australiens, il n'est rien de plus qu'une ombre ». Bruce passa une grande partie de sa vie et de sa carrière au Royaume-Uni, un pays qui le tenait à l'inverse en haute estime, mais il n'oublia jamais ses racines australiennes et fut un infatigable défenseur des intérêts de l'Australie. Par opposition à son image de membre de l'élite aristocratique britannique, il consacra sa fin de carrière à résoudre les problèmes affectant les plus pauvres.
Bruce était un homme aux idées nobles et ambitieuses. En tant que premier ministre, il mena un programme complexe de développement économique et social avec des mesures radicales pour résoudre le problème des relations industrielles et réformer l'Empire britannique sur des bases plus égalitaires. Durant sa carrière diplomatique, il chercha renforcer l'influence des dominions tandis que sa défense d'une coopération internationale à la Société des Nations puis aux Nations-Unies donna naissance à l'organisation pour l'alimentation et l'agriculture destiné à éradiquer la faim dans le monde. En récompense de ses efforts, le gouvernement australien soumit son nom pour le prix Nobel de la paix. Ses projets étaient néanmoins souvent idéalistes et il fut souvent déçu par l'application limitée de ses idées. Comme il le concéda à la fin de sa vie, Bruce était d'une nature excessivement ambitieuse et « s'investissait toujours dans des domaines qui n'étaient pas vraiment les siens ». Malgré le manque de reconnaissance publique en Australie, ses pairs et les historiens ont rapidement reconnu l'impact que Bruce avait eu en tant que premier ministre et diplomate ; son successeur à la tête de l'université nationale australienne, John Cockcroft, avança en 1962 qu'il fut « probablement le plus grand Australien de notre temps ». Le journal Melbourne Sun commenta également à sa mort que Bruce « fut probablement le moins connu mais le plus extraordinaire de nos premiers ministres ».